# Электродинамика сплошных сред
Электродина́мика сплошны́х сред — раздел физики сплошных сред, в котором изучаются электрические, магнитные и оптические свойства сплошной среды. Если среда представляет собой частично или полностью ионизованный газ, то более употребителен термин физика плазмы.

## Электромагнитные характеристики сплошной среды
Электрические и магнитные свойства сплошной среды описываются тензором диэлектрической проницаемости {\displaystyle \epsilon _{ij}}, тензором магнитной проницаемости {\displaystyle \mu _{ij}} и тензором удельной проводимости {\displaystyle \sigma _{ij}} среды, причём все эти величины могут зависеть от координат и от времени.
Для стационарных явлений, тензоры диэлектрической и магнитной проницаемости влияют на вид линий напряжённости электрического и магнитного полей в среде, а тензор удельной проводимости — на направление течения тока под действием внешних сил (см. закон Ома).
При рассмотрении нестационарных явлений полезно вместо {\displaystyle \epsilon _{ij}(t)}, {\displaystyle \mu _{ij}(t)} и {\displaystyle \sigma _{ij}(t)} ввести их фурье-образы {\displaystyle \epsilon _{ij}(\omega )}, {\displaystyle \mu _{ij}(\omega )} и {\displaystyle \sigma _{ij}(\omega )}.
Именно эти характеристики среды будут «чувствоваться» плоской электромагнитной волной с частотой {\displaystyle \omega }, распространяющейся в среде.

## Электро- и магнитооптические явления
Как правило, величины {\displaystyle \epsilon _{ij}(t)}, {\displaystyle \mu _{ij}(t)} и {\displaystyle \sigma _{ij}(t)} имеют несимметричный профиль в зависимости от времени. Это приводит к тому, что их фурье-образы становятся комплексными величинами. Физически это приводит к тому, что электромагнитная волна, распространяющаяся в среде, экспоненциально затухает.
Все описанные выше тензоры могут изменяться под действием внешних электрических и магнитных полей, что приводит к разнообразным электрооптическим и магнитооптическим эффектам.
Например, некоторые изотропные среды (ферромагнетики, плазма) при наложении внешнего магнитного поля ведут себя анизотропно — появляются недиагональные компоненты тензоров магнитной и диэлектрической проницаемости. При продольном распространении электромагнитной волны, когда направление распространения волны параллельно направлению магнитных силовых линий внешнего поля, наблюдается эффект Фарадея. Он заключается в том, что электромагнитные волны с правой и левой круговой поляризацией распространяются в среде с разной скоростью. Как результат, в случае линейно поляризованной распространяющейся волны, которая может быть представлена суперпозицией двух волн с круговой поляризацией противоположного направления вращения, плоскость поляризации волны вращается по мере распространения в среде.
Другой широко известный эффект, также связанный с появлением недиагональных элементов тензора, заключается в возникновении двойного лучепреломления среды при наложении постоянного электрического поля и носит название эффекта Керра.